# كريستال الين
كريستال الين (بالإنجليزية: Crystal Allen)‏ مواليد 13 أغسطس 1979 في سان فرانسيسكو، كاليفورنيا، الولايات المتحدة، هي ممثلة أمريكية بدأت مسيرتها الفنية عام 1999.

## الأعمال

### أفلام
- خادمة في مانهاتن

## وصلات خارجية
- كريستال الين على موقع IMDb (الإنجليزية)
- كريستال الين على موقع روتن توميتوز (الإنجليزية)
- كريستال الين على موقع أول موفي (الإنجليزية)
- كريستال الين على موقع قاعدة بيانات برودواي على الإنترنت (الإنجليزية)
- كريستال الين على موقع قاعدة بيانات الفيلم (الإنجليزية)